# Lacus Hiemalis

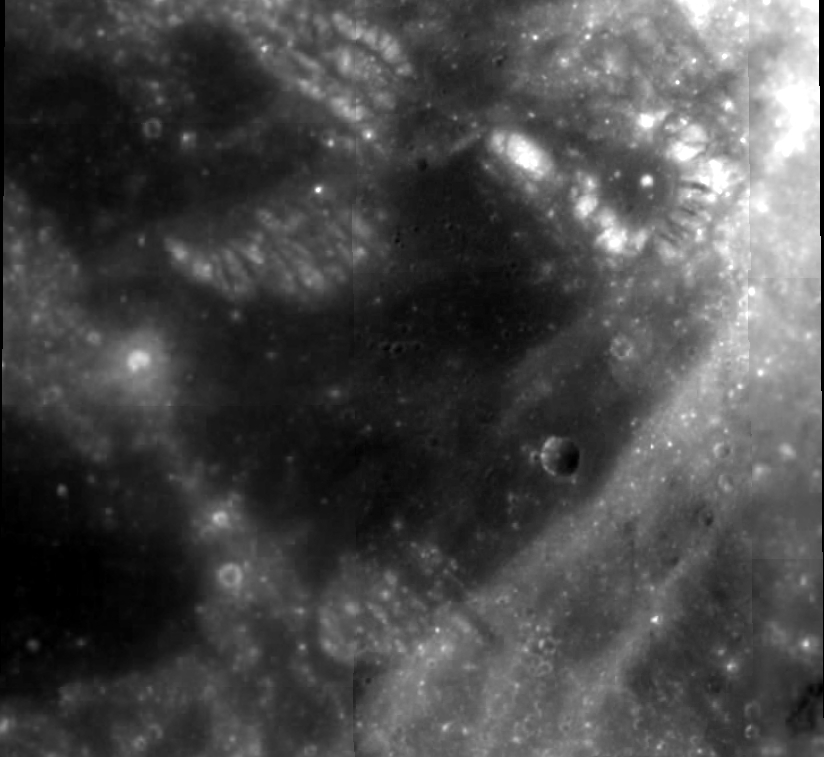
Lacus Hiemalis

Il Lacus Hiemalis ("Lago invernale", in latino) è un piccolo mare lunare situato nella regione della Terra Nivium. Ha un'estensione di circa 50 km.